# Аваль
Аваль — вексельна порука (зобов'язання, гарантія), надане третьою особою (стороною), котра перебирає на себе обов'язки (повну відповідальність) за зобов'язання, означені у векселі його першим власником перед будь-якою фізичною чи юридичною особою — наступним власником векселя — акцептантом, індосантом, векселедавачем. 
Наприклад, фермер закупив обладнання у машинотехнологічної станції у кредит (або на лізингових засадах) і, не маючи необхідної суми грошей, розрахувався векселем. Якщо третя сторона, наприклад акціонерна компанія «Хліб України», поручається за фермера, виступаючи гарантом сплати його зобов'язань, то таке доручення є авалем. У ролі аваліста можуть виступати банки, страхові компанії. Цим збільшується надійність векселя. Доручення вважається дійсним, коли воно засвідчене підписом аваліста на лицьовій чи зворотній стороні векселя або оформлене спеціальним гарантійним листом (алонж), який прикріпляється до векселя. Аваль сприяє збільшенню торговельно-комерційних операцій, у тому числі й зовнішньоекономічних. Аваліст, котрий сплатив (купив) вексель, одержує всі права, передбачені векселем, передусім по відношенню до того, кому він надає гарантію (тобто щодо першого власника векселя), а також стосовно осіб, які зобов’язані перед останнім (наприклад аваліст за акцептанта має право вимоги виконання певних зобов’язань чи позову лише проти останнього). Обсяг і ступінь відповідальності аваліста співвідносні обсягу й ступеню відповідальності особи, за котру виданий аваль. Аваліст має право вимагати відшкодування зобов’язання за векселем у повному обсязі від особи, щодо якої він виступив авалістом, а також від осіб, відповідальних перед цією особою.
Забороняється оформлення авалю одним документом більш ніж на один вексель.

## Авальний кредит
Ава́льний креди́т (від фр. aval — порука)(англ. Aval credit) — кредит банку, що надається клієнтові для забезпечення його гарантійних зобов'язань. Призначення авального кредиту — покрити зобов'язання клієнта, якщо він фінансово неспроможний виконати їх самостійно. 
Авальний кредит має варіанти гарантій або доручень: 
- доручення щодо кредиту,
- гарантія платежу,
- гарантія поставок,
- позики,
- податкові, страхові, митні, транспортні та інші доручення.

У випадку авального кредиту мова йде не про власне грошову позику, а лише про гарантії, які надає банк по виплаті вексельної суми або її частини. 
Таким чином авальний кредит так само як і акцептний кредит — це не пряме, а побічне кредитування, так як такий кредит не є власне позикою, яка надається у тимчасове користування.

## Походження назви
Згідно з Оксфордським словником англійської мови походить від французького слова à val ("внизу"); згідно з словником Trésor de la langue française це слово ймовірно є абревіатурою від à valoir ("кредитовано").